# آلفرد شیلد
 آلفرد شیلد (انگلیسی: Alfred Schild؛ زاده ۱۹۲۱ درگذشته ۲۴ مهٔ ۱۹۷۷) یک فیزیک‌دان اهل آلمان بود.